# 이가림
이가림(李嘉林, 1943년 11월 9일~2015년 7월 14일)은 대한민국의 시인이다.1966년, 《동아일보》 신춘문예에 시가 당선되어 문단에 데뷔했으며, 한국민족예술인총연합 인천지회 지회장과 민족문학작가회의 인천지회 지회장 등을 역임했다.

## 수상 내역
- 1993년: 제5회 정지용문학상
- 1996년: 제6회 편운문학상
- 1999년: 제7회 후광문학상
- 2009년: 한국펜클럽번역문학상
- 2012년: 우현예술상